# Tim Sullivan (atleta)
Timothy Francis Sullivan (Melbourne, 16 settembre 1975) è un atleta paralimpico australiano.

## Biografia

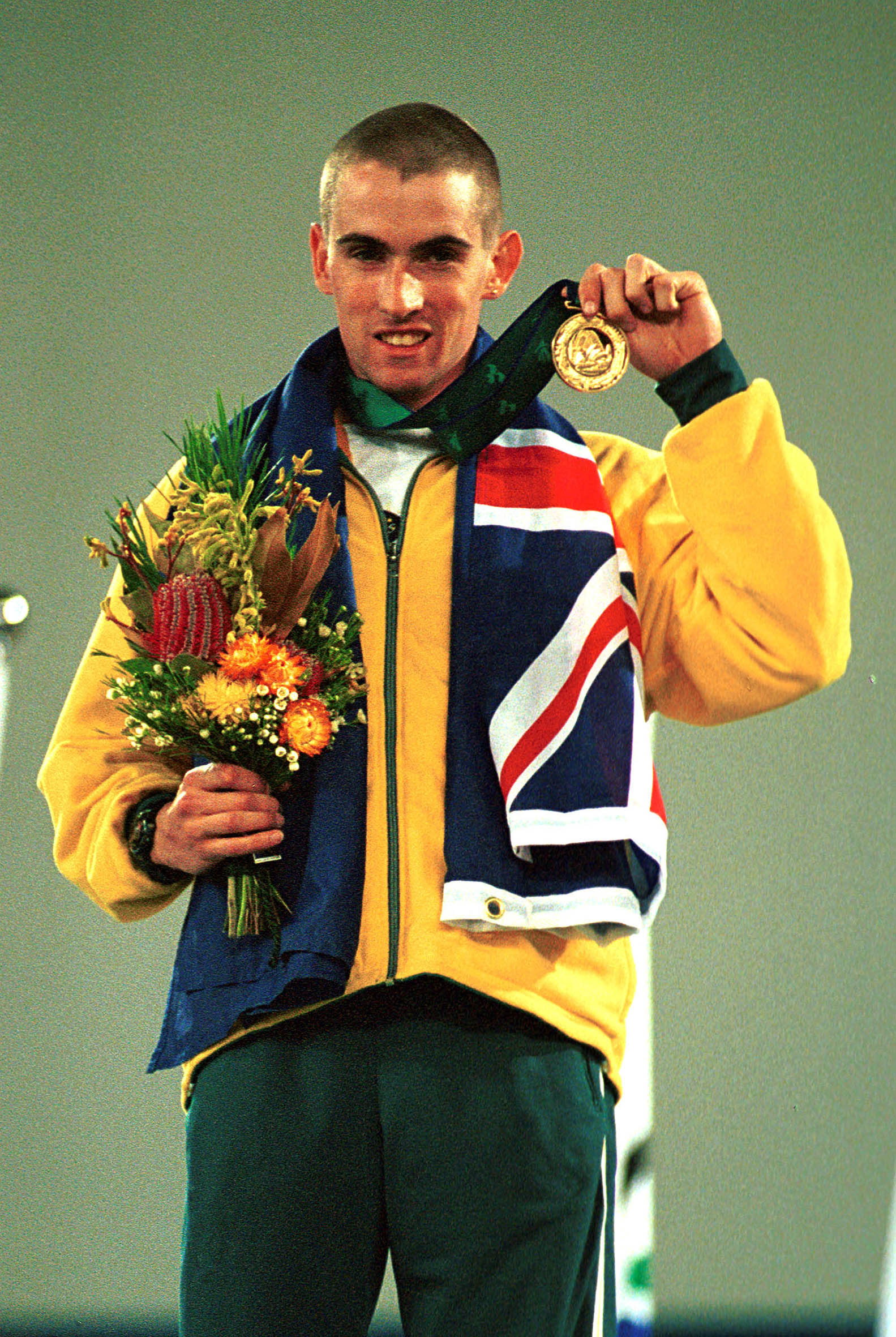
Sullivan mostra la medaglia d'oro sul podio a Sydney 2000. In quei Giochi vinse ben cinque medaglie d'oro.

Sullivan è nato a Melbourne, in Australia, nel 1975. Quando Tim aveva otto anni, andò in bicicletta fino ai rottamatori locali. Fu tra i rottami di auto arrugginite e i veicoli divelti che accadde un terribile incidente: cadde su un'antenna che gli trafisse una delle narici e gli colpì il cervello. Da questo incidente Sullivan ha sofferto di paralisi cerebrale. La sua comunicazione verbale è limitata: parla con frasi minime e veloci e talvolta dà risposte di una sola parola. Anche l'uso del lato destro del corpo risulta limitato.

### Carriera sportiva

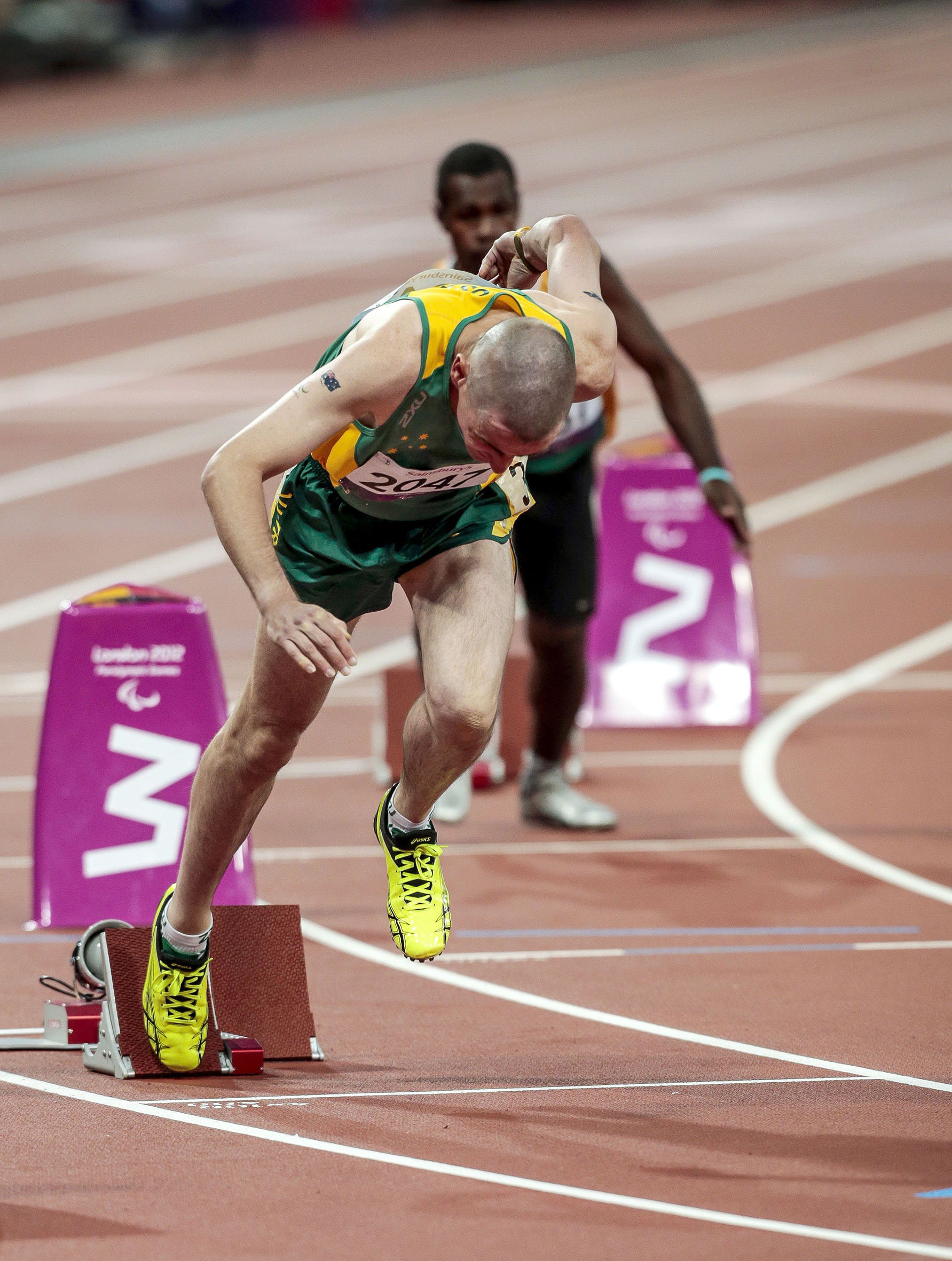
Sullivan ai Giochi paralimpici di Londra 2012

Tim Sullivan ha vinto dieci medaglie d'oro in tre diversi Giochi paralimpici. Il suo esordio avvenne ai Giochi paralimpici di Sydney 2000 in cui vinse cinque medaglie d'oro: 100 m, 200 m, 400 m, 4×100 m, 4×400 m. Ai successivi Giochi di Atene 2004 vinse quattro medaglie d'oro: 100 m, 200 m, 400 m, 4×100 m. L'ultima medaglia d'oro arrivò a Pechino 2008 nella staffetta 4×400 metri. Sullivan prese parte anche ai Giochi di Londra 2012 ma non ottenne alcuna medaglia.
Sullivan deteneva il record australiano di maggior numero di medaglie d'oro paralimpiche vinte, poi superato nel 2012 dal nuotatore Matt Cowdrey.
Nel 2000, Sullivan è stato nominato Atleta maschile dell'anno dal Comitato Paralimpico australiano e ha ricevuto la medaglia dell'Ordine d'Australia per i servizi resi allo sport.

## Palmarès
| Anno | Manifestazione       | Sede         | Evento          | Risultato | Prestazione | Note |
| ---- | -------------------- | ------------ | --------------- | --------- | ----------- | ---- |
| 2000 | Giochi paralimpici   | Sydney       | 100 m piani T38 | Oro       |             |      |
| 2000 | Giochi paralimpici   | Sydney       | 200 m piani T38 | Oro       |             |      |
| 2000 | Giochi paralimpici   | Sydney       | 400 m piani T38 | Oro       |             |      |
| 2000 | Giochi paralimpici   | Sydney       | 4×100 m T35-38  | Oro       |             |      |
| 2000 | Giochi paralimpici   | Sydney       | 4×400 m T35-38  | Oro       |             |      |
| 2002 | Mondiali paralimpici | Lilla        | 100 m piani T38 | Oro       |             |      |
| 2002 | Mondiali paralimpici | Lilla        | 200 m piani T38 | Oro       |             |      |
| 2004 | Giochi paralimpici   | Atene        | 100 m piani T38 | Oro       |             |      |
| 2004 | Giochi paralimpici   | Atene        | 200 m piani T38 | Oro       |             |      |
| 2004 | Giochi paralimpici   | Atene        | 400 m piani T38 | Oro       |             |      |
| 2004 | Giochi paralimpici   | Atene        | 4×100 m T35-38  | Oro       |             |      |
| 2006 | Mondiali paralimpici | Assen        | 100 m piani T38 | Oro       |             |      |
| 2006 | Mondiali paralimpici | Assen        | 200 m piani T38 | Oro       |             |      |
| 2006 | Mondiali paralimpici | Assen        | 400 m piani T38 | Oro       |             |      |
| 2006 | Mondiali paralimpici | Assen        | 4×100 m T35-38  | Oro       |             |      |
| 2006 | Mondiali paralimpici | Assen        | 4×400 m T35-38  | Oro       |             |      |
| 2008 | Giochi paralimpici   | Pechino      | 4×400 m T35-38  | Oro       |             |      |
| 2011 | Mondiali paralimpici | Christchurch | 400 m piani T38 | Bronzo    |             |      |
| 2011 | Mondiali paralimpici | Christchurch | 4×400 m T35-38  | Bronzo    |             |      |